# Lance Rupes
La Lance Rupesè una struttura geologica della superficie di Mercurio.